# Сийкамяки, Арво
Арво Сийкамяки (фин. Arvo Siikamäki; род. 21 мая 1943, Саариярви, Вааса) — финский скульптор; награждён высшей наградой Финляндии для деятелей искусства — медалью «Pro Finlandia» (2007).

## Биография
Родился 21 мая 1943 года в Саариярви, в Финляндии.
C 1963 года активно выставлялся и приобрёл широкую известность.
В декабре 2007 года награждён высшей наградой Финляндии для деятелей искусств — медалью «Pro Finlandia».

## Творчество
В своих работах художник использует камень, бронзу и алюминий, а в последние годы, в том числе и местные породы деревьев, таких как ольха.
Одна из наиболее заметных работ скульптора — установленная у главного входа в церковь города Котка, серия объёмных геометрических фигур под общим названием «Сила воли» (1985), выполненная в красном граните, как апофеоз стереометрии.